# Église protestante de Scharrachbergheim
L'église protestante de Scharrachbergheim est un monument historique situé à Scharrachbergheim-Irmstett, dans le département français du Bas-Rhin.

## Localisation
Ce bâtiment est situé à Scharrachbergheim-Irmstett.

## Historique
L'édifice fait l'objet d'un classement au titre des monuments historiques depuis 1893.

## Architecture

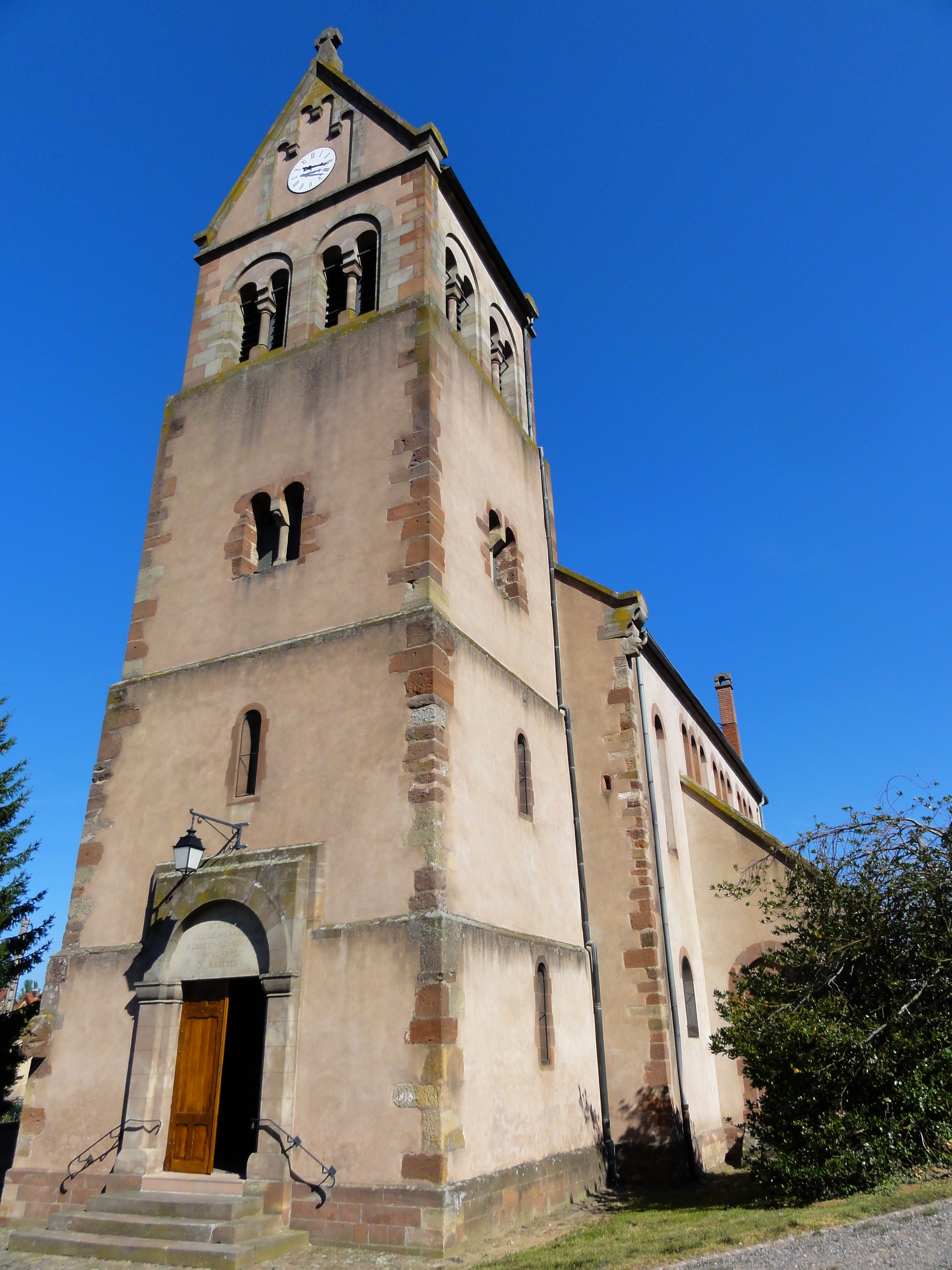
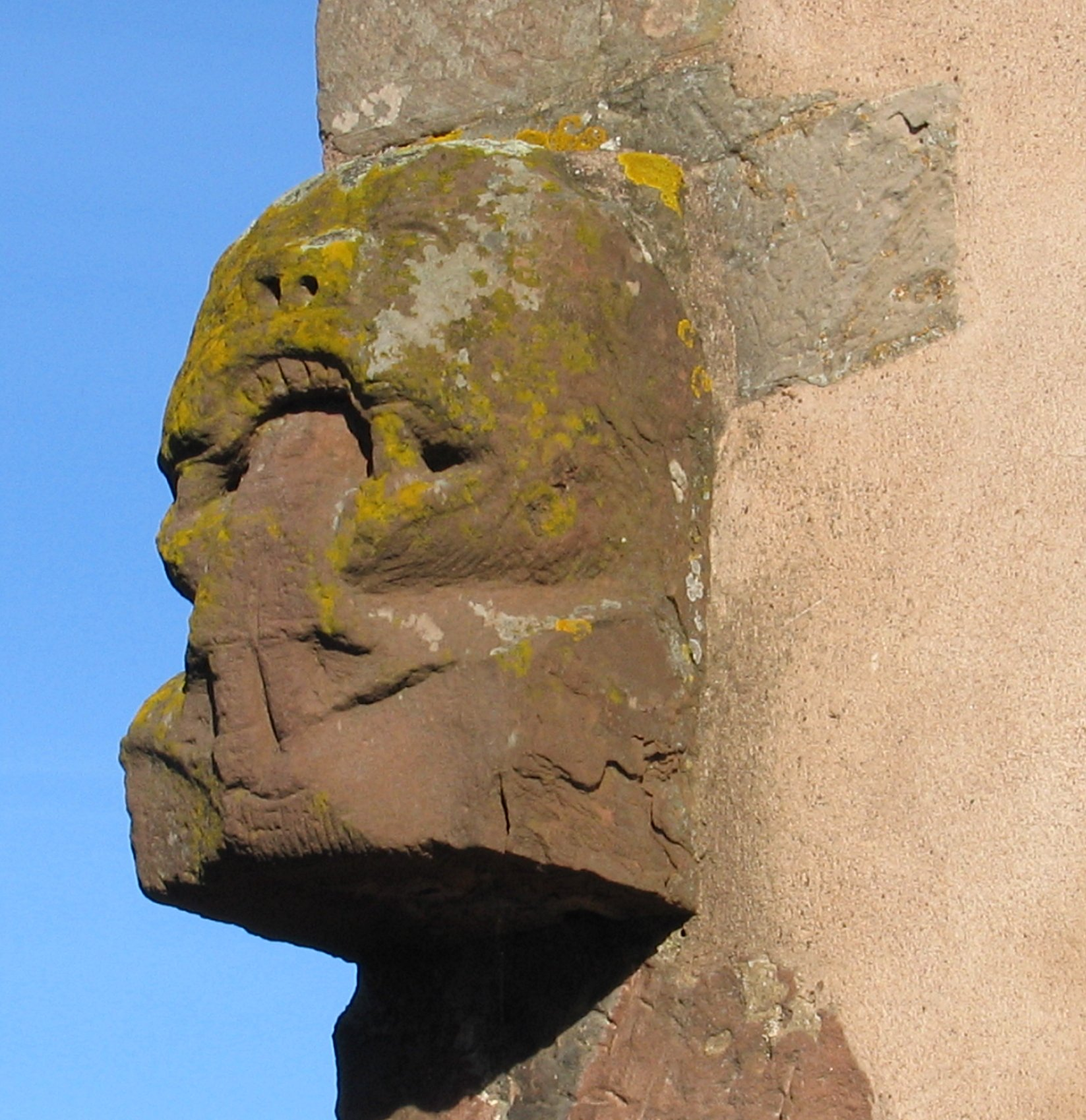
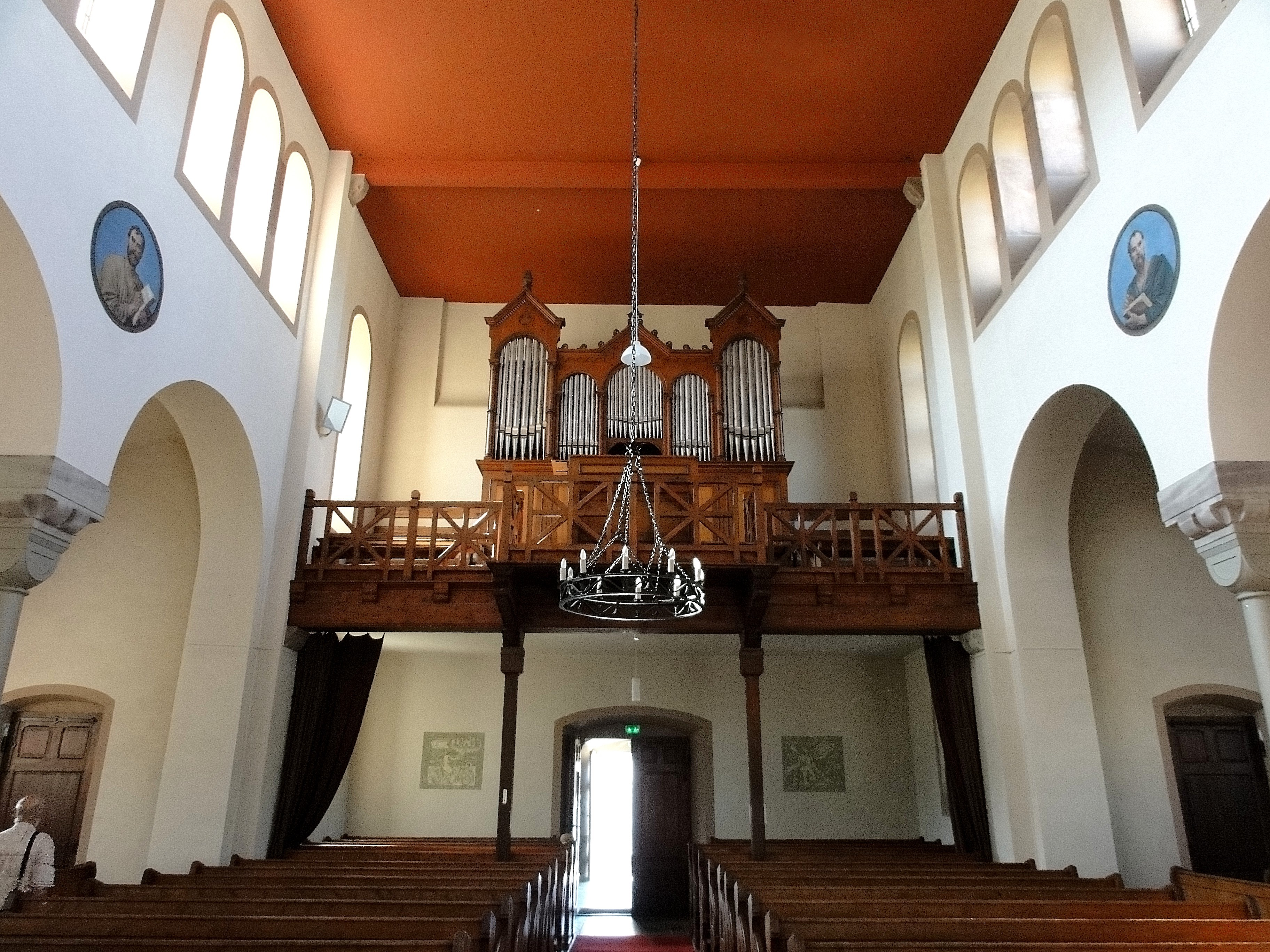
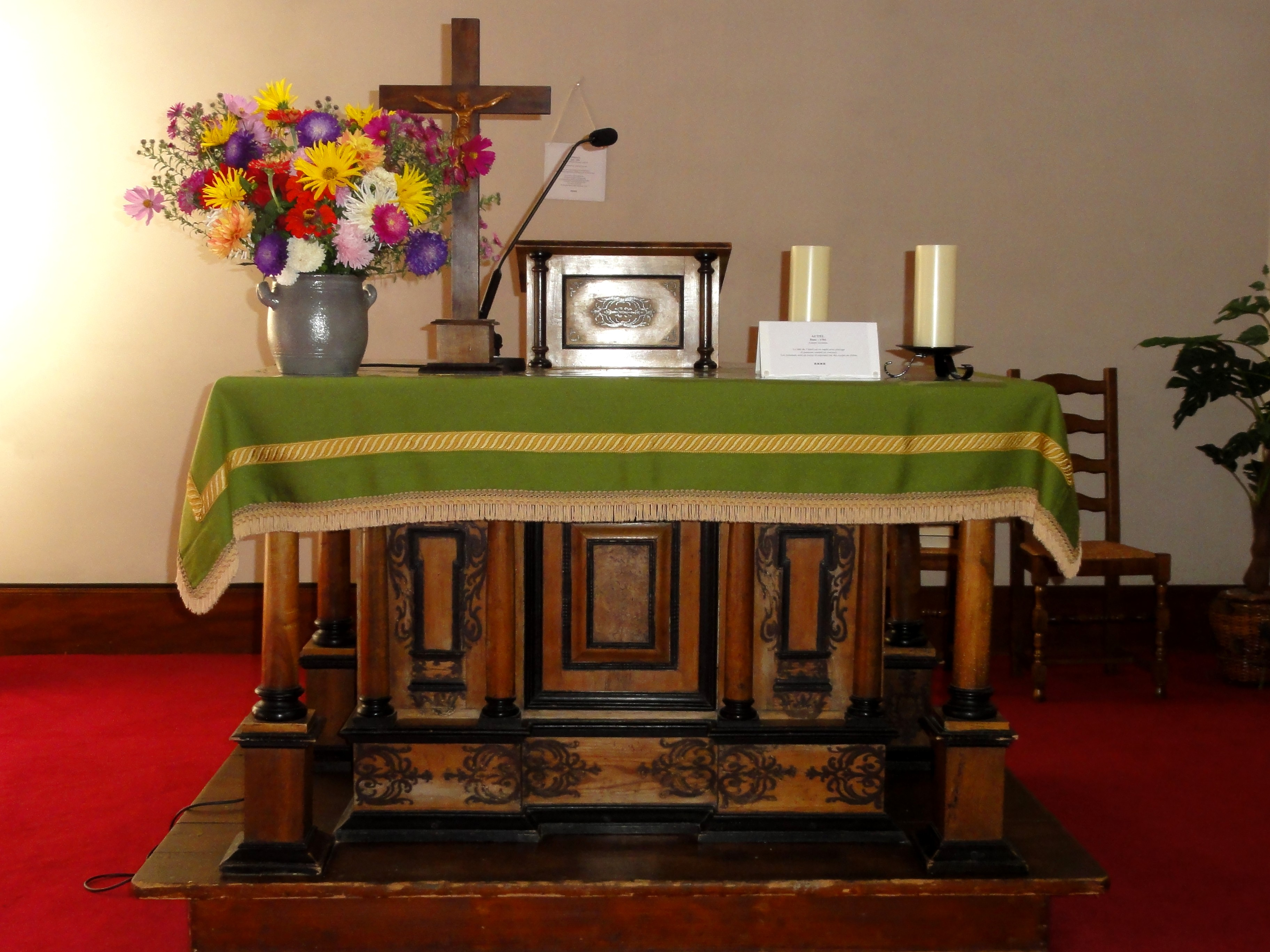